# Nephelium subfalcatum
Nephelium subfalcatum är en kinesträdsväxtart som beskrevs av Ludwig Radlkofer. Nephelium subfalcatum ingår i släktet Nephelium och familjen kinesträdsväxter. Inga underarter finns listade i Catalogue of Life.